# Tal der Großen Laaber zwischen Sandsbach und Unterdeggenbach
Tal der Großen Laaber zwischen Sandsbach und Unterdeggenbach este o arie protejată (arie specială de conservare — SAC, sit de importanță comunitară — SCI) din Germania întinsă pe o suprafață de 682,85 ha, integral pe uscat.

## Localizare
Centrul sitului Tal der Großen Laaber zwischen Sandsbach und Unterdeggenbach este situat la coordonatele 48°49′21″N 12°04′37″E / 48.8225°N 12.0769°E.

## Înființare
Situl Tal der Großen Laaber zwischen Sandsbach und Unterdeggenbach a fost declarat sit de importanță comunitară în noiembrie 2004 pentru a proteja 1 specie de plante și 3 specii de animale. Situl a fost protejat și ca arie specială de conservare în aprilie 2016.

## Biodiversitate
Situată în ecoregiunea continentală, aria protejată conține 5 habitate naturale: Cursuri de apă de la nivel de câmpie la nivel montan, cu vegetație Ranunculion fluitantis și Callitricho-Batrachion, Liziere de ierburi înalte hidrofile de câmpie și de nivel montan până la alpin, Fânețe de joasă altitudine (Alopecurus pratensis, Sanguisorba officinalis), Mlaștini alcaline, Păduri aluvionare cu Alnus glutinosa și Fraxinus excelsior (Alno-Padion, Alnion incanae, Salicion albae).
La baza desemnării sitului se află mai multe specii protejate:
- plante (1): Apium repens
- mamifere (1): castor (Castor fiber)
- nevertebrate (2): Ophiogomphus cecilia, Unio crassus